# 迪森特崖
77°43′S 166°54′E / 77.717°S 166.900°E
迪森特崖（英語：Descent Cliff），是南極洲的山崖，位於羅斯島的哈特角半島西部，處於赫頓崖和厄瑞玻斯冰川之間，由英國探險隊繪入地圖和命名，現時由南極條約體系管理。